# São João do Amanari
São João do Amanari é um distrito do município brasileiro de Maranguape, no estado do Ceará. Segundo o censo demográfico de 2022, realizado pelo Instituto Brasileiro de Geografia e Estatística (IBGE), sua população era de 1 879 habitantes e havia 625 domicílios particulares permanentes ocupados. Foi criado pela lei municipal nº 1.074 de 18 de fevereiro de 1991.
De acordo com o IBGE, em 2010 a população era de 1 975 habitantes e havia 617 domicílios particulares.

## Clima
Apresenta um clima tropical. Em São João do Amanari o verão tem muito menos pluviosidade que o inverno. A temperatura média anual em São João do Amanari é 25,6 °C. A média anual de pluviosidade é de 1 041 mm.